# Kornel Saláta
Kornel Saláta (Kamenica nad Hronom, 24 januari 1985) is een Slowaaks voetballer die doorgaans speelt als centrale verdediger. In juli 2023 verruilde hij KFC Komárno voor MŠO Štúrovo. Saláta maakte in 2008 zijn debuut in het Slowaaks voetbalelftal.

## Clubcarrière
Saláta maakte zijn debuut in de Corgoň liga in het seizoen 2005/06 voor FK Púchov. Nadat degradatie volgde, nam FC Petržalka hem over van de degradant. Hij won in het seizoen 2007/08 de Corgoň liga en de Slowaakse beker. In de zomer van 2009 verhuisde hij naar Slovan Bratislava. In januari 2011 werd de verdediger voor circa een kwart miljoen euro getransfereerd naar FK Rostov in Rusland. Die club liet hij in de zomer van 2013 achter zich, toen hij werd verhuurd aan Tom Tomsk. Vervolgens werd hij in 2013 opnieuw verkocht aan Slovan Bratislava. Die leende hem in september 2014 uit aan DAC 1904 Dunajská Streda. In januari 2015 kwam Saláta terug bij Slovan Bratislava. Deze club verliet hij in januari 2019. Een week later tekende hij bij Szombathelyi Haladás. KFC Komárno werd in september 2019 zijn nieuwe club en medio 2023 verkaste hij naar MŠO Štúrovo.

## Interlandcarrière
Saláta maakte zijn debuut in het Slowaaks voetbalelftal op 24 mei 2008 in de vriendschappelijke interland tegen Zwitserland. Hij viel in dat duel na 84 minuten in voor Marek Čech. Saláta speelde ook mee op het WK 2010. Tegen Paraguay mocht hij 83 minuten meedoen. Met Slowakije nam Saláta eveneens deel aan het Europees kampioenschap voetbal 2016 in Frankrijk. Slowakije werd in de achtste finale uitgeschakeld door Duitsland (0–3).